# Teresa Ferreira
Teresa Ferreira (Lisboa, 1940 - Lisboa, 2023), é uma colorista portuguesa que ganhou o Prémio Bárbara Virgínia em 2017 pelo seu contributo para o cinema português.    

## Biografia
Teresa Ferreira nasceu na capital portuguesa em 1940. 
Estudava na Escola Artistica António Arroio quando em 1958, o director da escola Lino António lhe propõe trabalhar durante o verão na TOBIS, tinha na altura 18 anos.   Pouco antes de fazer 21 anos é convidada a ir trabalhar nos laboratório da Ulyssea Filmes e deixa a TOBIS. Em 1961 vai estagiar na sua àrea na Bélgica e em 1967 no Laboratório Eclair em Paris. 
No final da década de setenta a Ulyssea Filmes passa por dificuldades financeiras e Teresa Ferreira volta a trabalhar na TOBIS onde fica até se reformar em 2009. 
Ao longo dos seus 48 anos de carreira Teresa Ferreira foi responsável pelo ajuste e correcção de cor das películas de grandes filmes do cinema português, tendo trabalhado como realizadores como Margarida Cordeiro, João César Monteiro, João Canijo, Manoel de Oliveira, entre outros. 
Faleceu a 13 de junho de 2023 com 83 anos. 

## Reconhecimento
A Associação de Imagem Portuguesa (AIP), homenageou-a no Festival de Cinema Cineport de 2007 com a apresentação do documentário biográfico Paixão pela Cor, realizado por Tony Costa e nomeando-a membro honorário da associação. 
Dez anos mais tarde, em 2017, foi galardoada com o Prémio Bárbara Virgínia pelo seu trabalho como colorista em vários filmes emblemáticos portugueses. 

## Filmografia
Trabalhou nos filmes: 
- 1987 - Iratan e Iracema, Os Meninos Mais Malcriados do Mundo, realizado por Paulo-Guilherme
- 1989 - Rosa de Areia, realizado e escrito por Margarida Cordeiro e António Reis
- 1989 - O Processo do Rei, realizado por João Mário Grilo
- 1989 - Recordações da Casa Amarela, realizado por João César Monteiro [3]
- 1990 - O Sangue, realizado por Pedro Costa
- 1991 - Filha da Mãe, realizado por João Canijo
- 1992 - Aqui d'El Rei!, realizado por António-Pedro Vasconcelos
- 1992 - Rosa Negra (1992), realizado por Margarida Gil
- 1993 - Até Amanhã, Mário, realizado por Solveig Nordlund
- 1994 - Casa de Lava, realizado por Pedro Costa
- 1994 - Pandora, realizado por António da Cunha Telles
- 1995 - O Convento, realizado por Manoel de Oliveira
- 1997 - O Testamento do Senhor Napumoceno da Silva Araújo, realizado por Francisco Manso
- 1998 - O Anjo da Guarda, realizado por Margarida Gil
- 1998 - A Tempestade da Terra, realizado por Fernando d'Almeida e Silva
- 1998 - Pesadelo Cor de Rosa, realizado por Fernando Fragata
- 1999 - Mal, realizado por Alberto Seixas Santos

## Ligações Externas
- Paixão pela Cor, ocumentário biográfico sobre Teresa Ferreira colorista realizado por Tony Costa

- Palavras em Movimento | Entrevista: Teresa Ferreira (2019)
- Arquivos RTP | Prémio Bárbara Virginia (2017)